# Ruellia standleyi
Ruellia standleyi är en akantusväxtart som beskrevs av Emery Clarence Leonard. Ruellia standleyi ingår i släktet Ruellia och familjen akantusväxter. Inga underarter finns listade i Catalogue of Life.